# Hema Malini
Hema Malini (Tamil Nadu, 16 ottobre 1948) è un'attrice, regista, ballerina e politica indiana.

## Biografia
Figlia della produttrice Jaya Lakshmi Chakravarti e di VS Ramanujam Chakravarti, impiegato del Consiglio Medico dell'India, è la terza figlia nata in questa famiglia tamil, dopo Kannan e Jaganath. Studia presso la Delhi Tamil Education Association (DTEA) Sr.Sec School, una scuola statale per le minoranze tamil a New Delhi che abbandona all'ultimo anno per iniziare la sua carriera di attrice.
Conosce Dharmendra nel 1970 durante le riprese del film Sharafat. I due si sposano nel 1979 e hanno due figlie, l'attrice Esha Deol (nata nel 1981) e Ahana Deol (nata nel 1985), assistente alla regia. Per Dharmendra erano seconde nozze, dopo ventisei anni si era separato dalla cantante folk Prakash Kaur con la quale ha avuto quattro figli, due maschi (Sunny Deol e Bobby Deol, attori di Bollywood) e due femmine (Ajeeta e Vijeta).
Hema Malini è inoltre la zia dell'attrice Madhoo.

## Carriera cinematografica
È apparsa in più di 150 film, recitando sia in ruoli comici che drammatici, nella maggior parte accanto al marito Dharmendra, ma anche insieme ad altri suoi partner come Raj Kapoor, Rajesh Khanna e Dev Anand. Conosciuta a Bollywood con l'appellativo "Dream Girl", è diventata molto famosa per l'interpretazione nel film Sholay, nel 1975. Oltre a recitare è stata anche una ballerina di bharatanatyam.
Durante la sua carriera ha ricevuto undici nomination come migliore attrice per il premio Filmfare Awards, vincendolo nel 1973. Nel 2000 ha vinto lo stesso premio alla carriera e ha ricevuto la quarta più alta onorificenza civile rilasciata dal governo indiano, il Padma Shri. Nel 2012, la Sir Padampat Singhania University (SPSU) le ha conferito la laurea honoris causa come riconoscimento del suo contributo al cinema indiano. È stata presidente del National Film Development Corporation of India (NFDC) e nel 2006, a New Delhi, lo strumentista Bhajan Sopori le ha consegnato il Vitasta Award da parte della Sopori Academy of Music And Performing Arts (SaMaPa) per il suo contributo e il servizio alla cultura indiana e alla danza. Nel 2013, ha ricevuto il Premio Nazionale NTR dal governo dell'Andhra Pradesh per il suo contributo al cinema indiano.
Ha recitato a fianco del marito in ben ventotto film tra i quali Sharafat e Tum Haseen Main Jawan del 1970, Naya Zamana (1971), Raja Jani e Seeta Aur Geeta del 1972, Jugnu (1973), Dost (1974), Sholay e Patthar Aur Payal del 1975, Charas (1976), Azaad e Dillagi del 1978.
Ha prodotto e diretto un primo film nel 1992, Dil Aashna Hai, interpretato da Divya Bharti e Shahrukh Khan nei ruoli principali. Dopo Mohini (1995), il suo secondo film prodotto e diretto, che ha come protagonisti sua nipote Madoo e l'attore Sudesh Berry, si concentra sulla danza e la televisione.
Dopo una pausa dal cinema di diversi anni, Hema Malini ha fatto il suo ritorno con Baghban (2003), interpretazione che le ha valso la nomination come migliore attrice al Filmfare. Nel 2011 ha prodotto e diretto il suo terzo lungometraggio Tell Me O Khuda, dove presentava sia il marito Dharmendra che sua figlia Esha.

## Carriera politica
Nel 1999, Malini ha sostenuto la campagna elettorale del candidato del Bharatiya Janata Party (BJP), Vinod Khanna, ex attore di Bollywood, nelle elezioni per il Lok Sabha in Gurdaspur, Punjab. Nel febbraio 2004, Malini ha ufficialmente aderito al BJP con il quale è stata eletta alla Rajya Sabha, la camera alta del parlamento indiano. Il mandato di deputato, durato dal 2003 al 2009, le è stato conferito dall'allora Presidente dell'India, Abdul Kalam. Nelle elezioni generali del 2014 per il Lok Sabha, Malini ha sconfitto il rivale di Mathura del partito Rashtriya Lok Dal (RLD), Jayant Chaudhary con 330.743 voti.
Il 22 aprile 2017, Malini ha dichiarato di voler intraprendere azioni legali contro il candidato indipendente Omprakash Babarao Kadu di Maharashtra per aver fatto dei commenti spregiativi nei suoi confronti nei giorni precedenti

## Altri lavori

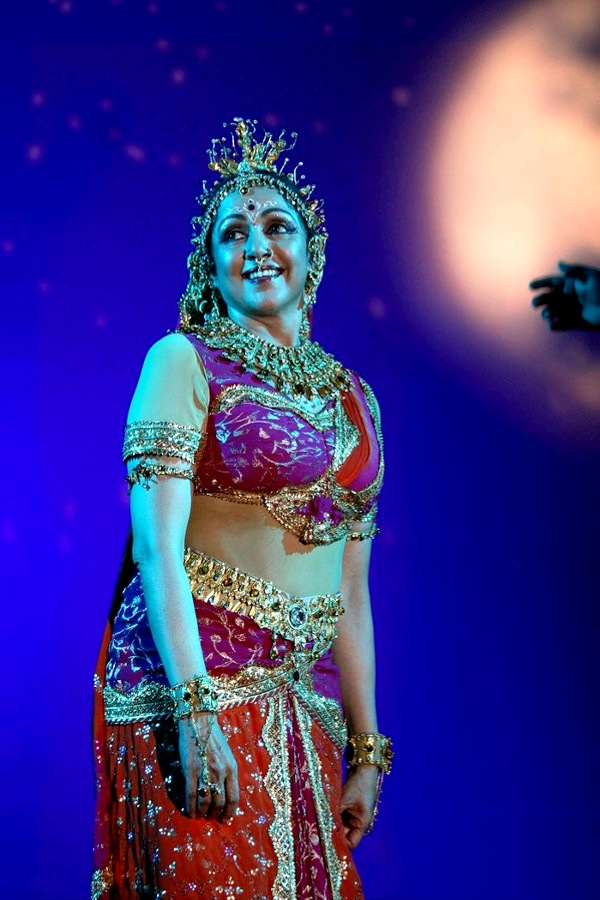
Hema Malini mentre si esibisce in uno spettacolo

### Danza
È ballerina professionista di Bharatanatyam, mentre le due figlie, Esha Deol e Ahana Deol sono ballerine professioniste Odissi. Insieme si sono esibite nella produzione chiamata Parampara per eventi di beneficenza. Sempre insieme hanno partecipato al Festival Khajuraho Dance.
Malini ha studiato Kuchipudi con Vempati Chinna Satyam ed è stata allieva di Kalamandalam Guru Gopalakrishnan per la danza Mohiniattam. Ha svolto una serie di ruoli di danzatrice tra cui Narasiṃha e Rāma nella Ramcharitmanasdi Tulasidas. Nel 2007, si è esibita a Mysuru alla vigilia del festival Dussera, nei ruoli di Sati, Parvati e Durgā.
È proprietaria della scuola di danza Natya Vihar Kalakendra.

### Televisione
Ha partecipato alla serie televisiva Jai Mata Ki (2000), diretta da Puneet Issar, nel ruolo della dea Durgā. Altre apparizioni nelle serie televisive comprendono Kamini Damini su Sahara One dove ha recitato il ruolo di due gemelle e Noopur che Malini ha diretto e in cui ha interpretato una ballerina Bharatanatyam.

### Editoria
È stata a capo della redazione dei magazine delle donne hindi New Woman & Meri Saheli. Nel 2000 è stata nominata prima presidente donna della National Film Development Corporation di India per un periodo di tre anni.

### Associazioni e cause
È sostenitrice dell'organizzazione per i diritti degli animali, PETA India. Nel 2009 ha scritto una lettera al commissario municipale di Mumbai invitandolo a vietare i carri a cavallo sulle strade trafficate della città. Nel 2011 ha scritto al ministro dell'ambiente e delle foreste, Jairam Ramesh, chiedendo di vietare il combattimento dei tori (jallikattu). Ha detto: "I miei amici al PETA hanno organizzato indagini sugli eventi jallikattu e hanno documentato che i tori sono tirati violentemente dai loro anelli da naso, picchiati, feriti, colpiti con bastoncini affilati e stipati in camion così stretti che possono muoversi a malapena". Ha vinto il titolo di "Persona PETA dell'anno". Come vegetariana, ha affermato: "Sapere che le mie scelte alimentari stanno aiutando anche il pianeta e gli animali mi rende felice".
È anche un membro a vita della Società Internazionale per la Coscienza di Krishna (ISKCON).

## Filmografia parziale
- Pandava Vanavasam, regia di Kamalakara Kameshwara Rao (1965)
- Sapno Ka Saudagar, regia di Mahesh Kaul (1968)
- Jahan Pyar Mile, regia di Lekh Tandon (1969)
- Tum Haseen Main Jawaan, regia di Bhappi Sonie (1970)
- Sharafat, regia di Asit Sen (1970)
- Abhinetri, regia di Subodh Mukherjee (1970)
- Johny Mera Naam, regia di Vijay Anand (1970)
- Tere Mere Sapne, regia di Vijay Anand (1971)
- Andaz, regia di David Dhawan (1971)
- Lal Patthar, regia di Sushil Majumdar (1971)
- Tere Mere Sapne, regia di Vijay Anand (1971)
- Seeta Aur Geeta, regia di Ramesh Sippy (1972)
- Raja Jani, regia di Mohan Segal (1972)
- Bhai Ho To Aisa, regia di Manmohan Desai (1972)
- Jugnu, regia di Pramod Chakravorty (1973)
- Prem Parvat, regia di Ved Rahi (1973)
- Chhupa Rustam, regia di Vijay Anand (1973)
- Gehri Chaal, regia di C.V. Sridhar (1973)
- Dost, regia di Dulal Guha (1974)
- Dulhan, regia di C. V. Rajendran (1974)
- Prem Nagar, regia di K.S. Prakash Rao (1974)
- Kasauti, regia di Aravind Sen (1974)
- Haath Ki Safai, regia di Prakash Mehra (1974)
- Sholay, regia di Ramesh Sippy (1975)
- Sanyasi, regia di Sohanlal Kanwar (1975)
- Khushboo, regia di Gulzar (1975)
- Pratigya, regia di Dulal Guha (1975)
- Dharmatma, regia di Feroz Khan (1975)
- Sunehra Sansar, regia di Adurthi Subba Rao (1975)
- Charas, regia di Ramanand Sagar (1976)
- Dus Numbri, regia di Madan Mohla (1976)
- Mehbooba, regia di Shakti Samanta (1976)
- Jaaneman, regia di Chetan Anand (1976)
- Kinara, regia di Gulzar (1977)
- Dream Girl, regia di Pramod Chakravorty (1977)
- Palkon Ki Chhaon Mein, regia di Meraj (1977)
- Trishul, regia di Yash Chopra (1978)
- Dillagi, regia di Basu Chatterjee (1978)
- Azaad, regia di Pramod Chakravorty (1978)
- Apna Khoon, regia di Babbar Subhash (1978)
- Ratnadeep, regia di Basu Chatterjee (1979)
- Janta Hawaldar, regia di Mehmood (1979)
- Dil Kaa Heera, regia di Dulal Guha (1979)
- Meera, regia di Gulzar (1979)
- Hum Tere Aashiq Hain, regia di Prem Sagar (1979)
- Alibaba Aur 40 Chor, regia di Latif Faiziyev, Umesh Mehra (1979)
- Do Aur Do Paanch, regia di Rakesh Kumar (1980)
- The Burning Train, regia di B. R. Chopra (1980)
- Bandish, regia di K. Bapaiah (1980)
- Naseeb, regia di Manmohan Desai (1981)
- Kranti, regia di Manoj Kumar (1981)
- Jyothi, regia di Pramod Chakravarty (1981)
- Dard, regia di Ambrish Sangal (1981)
- Aas Paas, regia di J. Om Prakash (1981)
- Krodhi, regia di Subhash Ghai (1981)
- Kudrat, regia di Chetan Anand (1981)
- Meri Aawaz Suno, regia di S. V. Rajendra Singh (1981)
- Satte Pe Satta, regia di Raj N. Sippy (1982)
- Desh Premee, regia di Prayag Raj (1982)
- Samraat, regia di Mohan Segal (1982)
- Farz Aur Kanoon, regia di K. Raghavendra Rao (1982)
- Satte Pe Satta, regia di Raj N. Sippy (1982)
- Suraag, regia di Gautam Adhikari (1982), serie tv
- Nastik, regia di Pramod Chakravorty (1983)
- Taqdeer, regia di Brij (1983)
- Raziya Sultan, regia di Kamal Amrohi (1983)
- Andha Kanoon, regia di T. Rama Rao (1983)
- Justice Chaudhury, regia di K. Raghavendra Rao (1983)
- Sharara, regia di Rajendra Singh Babu (1984)
- Raaj Tilak, regia di Rajkumar Kohli (1984)
- Qaidi, regia di S S Ravichandra (1984)
- Ek Nai Paheli, regia di K. Balachander (1984)
- Aandhi-Toofan, regia di B. Subhash (1985)
- Yudh, regia di Rajiv Rai (1985)
- Hum Dono, regia di B.S. Glaad (1985)
- Babu, regia di 	A. C. Tirulokchandar (1985)
- Ek Chadar Maili Si, regia di Sukhwant Dhadda (1986)
- Sitapur Ki Geeta, regia di Shibu Mitra (1987)
- Apne Apne, regia di Ramesh Behl (1987)
- Jaan Hatheli Pe, regia di Raghunath Jhalani (1987)
- Anjaam, regia di Rahul Rawail (1987)
- Vijay, regia di Yash Chopra (1988)
- Sachche Ka Bol-Bala, regia di Dev Anand (1989)
- Lekin..., regia di Gulzar (1990), cameo
- Jamai Raja, regia di A. Kodandarami Reddy (1991)
- Hai Meri Jaan, regia di Roopesh Kumar (1991)
- Param Vir Chakra, regia di Roopesh Kumar (1995)
- Maahir, regia di Lawrence D'Souza (1996)
- Aatank, regia di Prem H. Lalwani, Desh Mukherjee (1997)
- Swami Vivekananda, regia di G. V. Iyer (1998)
- Hey Ram, regia di Kamal Haasan (2000)
- Baghban, regia di Ravi Chopra (2003)
- Veer-Zaara, regia di Yash Chopra (2004), comparsa speciale
- Baabul, regia di Ravi Chopra (2006)
- La verità negli occhi (Laaga Chunari Mein Daag), regia di Pradeep Sarkar (2007), comparsa speciale
- Sadiyaan, regia di Raj Kanwar (2010)
- Bbuddah... Hoga Terra Baap Sita, regia di Puri Jagannath (2011)
- Aarakshan, regia di Prakash Jha (2011)
- Aman Ke Farishteym, regia di Kader Kashmiri (2016)
- Gautamiputra Satakarni, regia di Radhakrishna Jagarlamudi (2017)